# Incident de l'école Ariel
 (août 2023).
Le contenu est difficilement compréhensible vu les erreurs de traduction, qui sont peut-être dues à l'utilisation d'un logiciel de traduction automatique.
L'incident de l'école Ariel a eu lieu le 16 septembre 1994 et désigne une observation d'ovni à l'extérieur de la ville de Ruwa au Zimbabwe, dans une école primaire. Soixante-deux élèves de l'école Ariel âgés de six à douze ans ont déclaré avoir vu un ou plusieurs engins de couleur argentée descendre du ciel et atterrir dans un champ près de leur école,. Une ou plusieurs créatures entièrement vêtues de noir se seraient alors approchées des enfants et leur auraient communiqué par télépathie un message à thème environnemental que les enfants jugèrent effrayant, les faisant pleurer,.
L'écrivain fortéen Jerome Clark a qualifié l'incident de « plus remarquable rencontre rapprochée du troisième type des années 1990. » Les sceptiques ont quant à eux décrit l'incident comme un cas d'hystérie de masse,. En effet, il est important de souligner que tous les enfants de l'école  n'ont pas déclaré avoir vu quelque chose ce jour-là, Cependant, plusieurs d'entre eux ont maintenu que leur récit était véridique,,.

## Contexte
Ruwa est un petit centre agricole situé à 22 kilomètres au sud-est de la capitale zimbabwéenne Hararé. Au moment de l'incident, ce n'était pas une ville mais seulement un toponyme local, « un peu plus qu'un carrefour dans une région agricole ». L'école Ariel, théâtre de l'incident, est une école privée, coûteuse et dont la plupart des élèves étaient issus de familles blanches,.
Deux jours avant l'incident, un certain nombre d'observations d'ovnis furent rapportées dans toute l'Afrique australe. De nombreux témoins décrivirent une boule de feu brillante traversant le ciel nocturne,,. De nombreuses personnes avaient appelé la société nationale de radio-télédiffusion, ZBC Radio, à la demande de celle-ci, pour décrire ce qu'elles avaient vu. Bien que certains témoins aient interprété la boule de feu comme une comète ou un météore, cela a entraîné un fort intérêt pour les ovnis au Zimbabwe à l'époque,,,.
Selon le sceptique Brian Dunning, la boule de feu était en fait « la rentrée [atmosphérique] de la fusée  Zenit-2 après le lancement du satellite Cosmos 2290 ». Toujours selon lui, « le booster s'est divisé en traînées brûlantes alors qu'il se déplaçait silencieusement dans le ciel, offrant un spectacle de lumière impressionnant à des millions d'Africains. ». L'ufologue locale Cynthia Hind a enregistré d'autres observations à cette époque, y compris une observation à la lumière du jour par un jeune garçon et sa mère et celle d'un prétendu être extraterrestre sur une route par un camionneur.

## L'incident
Les observations à l'école se seraient produites à 10 heures du matin le 16 septembre 1994, alors que les élèves se trouvaient à l'extérieur, dans leur cour de récréation. Les professeurs de l'école étaient, eux, réunis à l'intérieur à ce moment-là. La totalité de la supposée observation aurait duré une quinzaine de minutes. Lorsque les enfants sont retournés en classe, ils ont raconté aux enseignants ce qu'ils avaient vu mais n'ont pas été écoutés,.
Lorsqu'ils sont rentrés chez eux, les élèves ont raconté à leurs parents ce qu'ils pensaient avoir vu. De nombreux parents sont donc venus à l'école le lendemain pour discuter de ce qu'il s'était passé avec les adultes. L'établissement reçut également un nombre important d'appels téléphoniques émanant de parents essayant de comprendre pourquoi leurs enfants étaient rentrés effrayés à la maison. La prétendue observation a été rapportée par ZBC Radio et c'est par ce biais que Cynthia Hind en a pris connaissance.
Le correspondant de la BBC au Zimbabwe, Tim Leach, s'est rendu à l'école le 19 septembre pour filmer des entretiens avec les élèves et le personnel. Après avoir enquêté sur cet incident, Leach a déclaré : « Je pouvais gérer les zones de guerre, mais je ne pouvais pas gérer cela ». Hind s'est rendu à l'école le 20 septembre 1994. L'ufologue a interviewé certains des enfants et leur a demandé de dessiner ce qu'ils avaient vu. Elle a rapporté que les enfants lui avaient tous raconté la même histoire.
En novembre, John Mack, professeur de psychiatrie de l'Université de Harvard, s'est rendu à l'école Ariel pour interroger des témoins. Tout au long des années 1990, Mack avait enquêté sur les observations d'ovnis et manifesté un intérêt particulier pour le phénomène d'enlèvement par des extraterrestres. En mai 1994, le doyen de la Harvard Medical School, Daniel C. Tosteson, a nommé un comité de pairs pour examiner de manière confidentielle les soins cliniques de Mack et l'investigation clinique des personnes qui avaient partagé leurs rencontres extraterrestres avec lui (certains de leurs cas ont été écrits dans  dans un livre de Mack paru en 1994 et intitulé Abduction). Pour Tosteson, le problème était que Mack avait dit à aux témoins supposés que leur expérience était peut-être réelle. Après quatorze mois d'enquête, Harvard a publié une déclaration déclarant que le doyen avait « réaffirmé la liberté académique du Dr Mack d'étudier ce qu'il souhaitait et d'exprimer ses opinions sans entrave ».
Selon les entretiens réalisés par Hind, Leach et Mack, 62 enfants âgés de six à douze ans ont déclaré avoir vu au moins un ovni, Des dizaines d'autres enfants qui étaient présents ont déclaré n'avoir vu aucun objet volant non identifié ou quoi que ce soit d'inhabituel,. Aussi, même si les détails des observations étaient assez cohérents dans les grandes lignes, les témoignages comportaient des divergences importantes. Globalement, les enfants se disant témoins ont raconté qu'un ou plusieurs objets de couleur argentée, généralement décrits comme des disques, seraient apparus dans le ciel,. Ils auraient ensuite flotté jusqu'à un champ de broussailles et de petits arbres à l'extérieur de la propriété de l'école mais à proximité immédiate de celle-ci. Entre une et quatre créatures aux grands yeux et entièrement vêtues de noir seraient alors sorties d'un engin et se seraient approchées des enfants. De nombreux enfants, effrayés, auraient alors couru pour s'éloigner, mais certains, pour la plupart des élèves plus âgés, seraient restés et auraient regardé les êtres se rapprocher. Selon les interviews de Mack, la ou les créatures auraient ensuite communiqué par télépathie aux enfants un message au sujet de la crise environnementale, avant de retourner à l'intérieur de l'engin ou des engins et de s'envoler,,. Selon Dunning, cette histoire de message télépathique n'est pas présente dans les rapports de Hind ou Leach, seulement ceux de Mack, bien que Hind l'ait rapportée plus tard.
Dans les interviews de Mack, un élève de cinquième année raconte comment il a été averti « de quelque chose qui va arriver » et que « la pollution ne doit pas être ». Une fille de onze ans a dit à Mack : « Je pense qu'ils veulent que les gens sachent que nous faisons du mal à ce monde et que nous ne devons pas être trop technologique [sic]. » Un autre enfant a déclaré qu'il [la créature] lui avait dit que le monde finirait parce qu'ils [les humains] ne prennent pas soin de la planète.
Les enfants étaient catégoriques sur le fait qu'ils n'avaient pas vu d'avion. Hind a noté que le contexte culturel différent des enfants a donné lieu à différentes interprétations de ce qu'ils avaient vu et qu'ils ne croyaient pas tous avoir vu des extraterrestres. Elle a noté que certains des enfants pensaient que les petits êtres étaient des tikoloshes, des créatures du folklore Shona et Ndebele.

## Explications sceptiques
Les sceptiques soulignent les manquements de l’enquête et le parti pris des journalistes et universitaires ayant entretenu la thèse d’un véritable cas de visite extraterrestre. Ils ont cependant suggéré que l'incident pourrait être expliqué par un épisode d'hystérie de masse ou même une blague. 
En décembre 2020, Brian Dunning consacra un épisode de son podcast Skeptoid à l'incident. Il y notait que certains enfants de l'école ont déclaré qu'ils n'avaient rien vu d'inhabituel ce jour-là. Il y relevait aussi l'affirmation souvent répétée selon laquelle, en tant qu'écoliers ruraux au Zimbabwe, les témoins n'auraient pas été exposés aux médias modernes et n'auraient donc pas été familiarisés avec le concept d'ovni et de visiteurs extraterrestres, ce qu'il met en doute. Il a également critiqué les techniques d'interview de Hind et Mack. En effet, Hind a interviewé les enfants en groupes de quatre à six personnes et a autorisé tous les autres enfants à écouter les entretiens qu'il menait. Le récit individuel de chaque enfant a donc pût être contaminé par ceux des autres. De plus, Mack n'a interrogé les enfants que deux mois après l'observation présumée et Dunning a déclaré que Mack, un écologiste notoire, « a indiqué et suggéré » aux enfants le phénomène de communication télépathique qui n'était pas présent dans le rapport précédent de Hind. Néanmoins, plusieurs des témoins soutiennent que les évènements qui ont été rapporté par certains élèves sont vrais,. En 2014, le Mail & Guardian a parlé à une témoin qui a dit qu'elle craignait que les créatures ne reviennent et qu'elle puisse « sentir quand elles seront de retour dans l'atmosphère ». En 2016, la témoin Emily Trim a exposé des peintures qu'elle a décrites comme une « manifestation des messages qu'elle a reçus » des êtres ce jour-là.
Dans un article scientifique intitulé "Les évènements mystérieux de l’école Ariel : l’hypothèse des marionnettes", Gideon Reid propose pour sa part l'hypothèse d'une confusion avec des spectacles de marionnettes en tournée conçus pour sensibiliser la population au sida,,.

## Retombées médiatiques
L'incident de l'Ariel School est rapidement devenu l'un des cas d'observation supposée d'ovnis les plus célèbres en Afrique. Dans un épisode de juin 2021 de la série Witness History de la BBC, il a été décrit comme « l'un des événements les plus importants de l'histoire des ovnis ». Les ufologues continuent de citer le cas comme fournissant des preuves convaincantes de visites extraterrestres sur Terre. 
En juin 2021, l'écrivain de Barstool Sports (en), Zah, a déclaré dans une interview qu'il était élève à l'Ariel School au moment de cet épisode. Il a raconté avoir vu une lumière brillante descendre du ciel et des extraterrestres en sortir. D'autres témoins ont été interrogés pour le documentaire de 2020 The Phenomenon (en) et ont expliqué comment l'expérience les avait affectés.